# Moses Charikar
Moses Samson Charikar est un informaticien indien, professeur à l'université Stanford depuis 2015. Il était auparavant, de 2004 à 2015, professeur à l'université de Princeton.

## Biographie
Charikar est né à Mumbai, en Inde. Il a concouru pour l'Inde aux Olympiades internationales de mathématiques en 1990 et 1991, remportant respectivement une médaille de bronze et d'argent. Il a fait des études universitaires de premier cycle à l'Indian Institute of Technology Bombay. En 2000, il a obtenu un Ph. D. à l'université Stanford sous la direction de Rajeev Motwani avec une thèse intitulée  Algorithms for Clustering Problems. Après une année chez Google, il rejoint la faculté de Princeton en 2001. Depuis 2015, il est professeur d'informatique sur la chaire  Donald E. Knuth professor of Computer Science à l'université Stanford.

## Recherche
Les sujets de ses recherches incluent les algorithmes d'approximation (en particulier la puissance des approches de programmation mathématique), les algorithmes de fouille de flots de données et les techniques algorithmiques pour le big data, les algorithmes efficaces pour les problèmes de calcul dans les statistiques en haute dimension et les problèmes d'optimisation dans l'apprentissage automatique. Il travaille également sur les approches d'optimisation convexe pour les problèmes d'optimisation combinatoire non convexe  et le  plongement à faible distorsion des espaces métriques finis.
Il est connu pour la création de l'algorithme SimHash (en) utilisé par Google pour la détection des doublons proches.

## Publications (sélection)
- Moses Charikar, Kirankumar Shiragur et Aaron Sidford, « Efficient profile maximum likelihood for universal symmetric property estimation », STOC 2019: Proceedings of the 51st Annual ACM SIGACT Symposium on Theory of Computing, ACM Press,‎ 2019, p. 780-791 (DOI 10.1145/3313276.3316398).
- Moses Charikar et Paris Siminelakis, « Hashing-based-estimators for kernel density in high dimensions », IEEE 58th Annual Symposium on Foundations of Computer Science (FOCS), IEEE,‎ 2017, p. 1032-1043 (DOI 10.1109/FOCS.2017.99).
- Moses Charikar, Jacob Steinhardt et Gregory Valiant, « Learning from untrusted data », STOC 2017: Proceedings of the 49th Annual ACM SIGACT Symposium on Theory of ComputingJune 2017, ACM,‎ 2017, p. 47–60 (DOI 10.1145/3055399.3055491).
- Moses Charikar et Paul Liu, « Improved algorithms for edge colouring in the W-streaming model », Symposium on Simplicity in Algorithms (SOSA), SIAM,‎ 2021, p. 181-183 (DOI 10.1137/1.9781611976496.20).

Il est auteur ou coauteur de 10 brevets.

## Prix et distinctions
En 2012, il a reçu le prix Paris-Kanellakis avec Andrei Broder et Piotr Indyk pour leurs recherches sur le locality sensitive hashing (LSH). D'autres distinctions sont:
- Simons Investigator in Theoretical Computer Science, Fondation Simons (2014)
- Boursier Sloan  (2003)
- 10 year best paper award, VLDB (2017)
- Best paper award, Conference on Learning Theory, COLT (2017)
- Best paper award, FOCS (2003)